# الحلاليف 1 (بئر النصر)
الحلاليف 1 هي إحدى مشيخات المملكة المغربية، تتبع جغرافيا لإقليم بنسليمان وإداريًا لبئر النصر. يقدر عدد سكانها بـ 3378 نسمة حسب الإحصاء الرسمي للسكان والسكنى لسنة 2004.